# Gare de Tracy - Sancerre
Gare de Tracy - Sancerre – przystanek kolejowy w Tracy-sur-Loire, w departamencie Nièvre, w regionie Burgundia-Franche-Comté, we Francji.
Jest stacją Société nationale des chemins de fer français (SNCF), obsługiwaną przez pociągi Intercités i TER Bourgogne.

## Położenie
Znajduje się na wysokości 153 m n.p.m., na km 204,689 linii Moret – Lyon, pomiędzy stacjami Cosne-sur-Loire i Pouilly-sur-Loire.

## Usługi
Jest obsługiwany przez pociągi Intercités na trasie Paryż - Nevers.